# عيسى القرق
عيسى القرق هو رجل أعمال، إماراتي مقيم في دولة الإمارات العربية المتحدة. يشغل حاليًا منصب الرئيس التنفيذي لمجموعة شركة مجموعة عيسى صالح القرق (ESAG).
تضم مجموعة عيسى صالح القرق حاليًا 27 شركة ضمن محفظتها الاستثمارية، في قطاعات مثل البيع بالتجزئة والبناء والتشييد والصناعة والعقارات.

## السيرة الذاتية
انضم إلى مجموعة عيسى صالح القرق في أغسطس 2010 بصفته المدير العام لشركة ساينتيتشنيك، الكيان الرئيسي للمجموعة والذي يعد مزود حلول متكاملة هندسة. وفي مايو 2021، تم تعيينه في منصب الرئيس التنفيذي للمجموعة.

## المجموعة
مجموعة عيسى صالح القرق (ESAG)، تأسست في عام 1960، على يد الراحل عيسى صالح القرق، وهي عبارة عن تكتل متعدد الأقسام يضم أكثر من 27 شركة. تشمل أعمال المجموعة تجارة التجزئة والبناء والتشييد والمشاريع الصناعية والمشتركة.
جموعة عيسى صالح القرق هي شريك إقليمي لـ 370 علامة تجارية عالمية. تشمل مجموعة علاماتها التجارية.
تشمل المشاريع المشتركة للمجموعة أكزونوبل، القرق يونيليفر، سيمنز إل إل سي، سيمنز هيلثينيرز، القرق فوسروك، القرق سمولان. وفيما يتعلق بمبادرات الاستدامة، قامت المجموعة باستثمارات في البنية التحتية الصديقة للبيئة. لقد تعاونوا في مشاريع مشتركة مع سيمنز الصناعية وسيمنز للطاقة للاستثمارات المستدامة.